# ZE:A
ZE:A（ゼア、朝: 제국의 아이들）は、韓国の9人組の男性アイドルグループである。"帝国の子どもたち"として知られ、2010年1月7日にミニアルバム「Nativity」とシングル「Mazeltov」でデビューした。スター帝国事務所所属。

## 来歴
2009年4月、Mnetのリアリティー番組「帝国の子供達」に出演し注目を浴びる。その後、「帝国の子供達Returns」でウイングカーで全国16都市で50回を超えるストリートコンサートを開催、デビュー前にもかかわらず1万人以上のファンを獲得した。そして2010年1月7日にシングル『Nativity』をリリース、同月15日にKBSの音楽番組『ミュージックバンク』でデビューした。
グループ名の”ZE:A”は、"帝国の子どもたち"のハングル表記である「제국의 아이들（ジェグゲ アイドゥル）」の頭文字をとってファンがつけたものである。しかしBrown Eyed Girlsのメンバーであるジェアとハングル表記が同じになるため、グループ名表記はZE:Aに確定するが韓国での読み方は"帝国の子どもたち"とすると所属事務所が発表した。
2011年にはBSジャパンの『MADE IN BS JAPAN』において、初めて日本でのレギュラー番組に出演をしている。
各メンバーがそれぞれ違う事務所へ移籍した事により、現在は個々での活動が中心となっているがグループは解散はしていない。
それぞれのファンミーティングや経営するカフェに顔を見せたり、仲の良い姿を見せている。

## メンバー
ケビン （케빈）
- 本名：キム・ジヨプ
- 生年月日：1988年2月23日（37歳）
- 身長：180cm 体重：66kg　A型
- 特技：料理、外国語
- 担当：ボーカル
- オーストラリアに在住していたため英語が堪能。
- 『イケメンスター誕生』にも出演。

ファン・グァンヒ（황광희）
- 生年月日：1988年8月25日（36歳）
- 身長：179cm 体重：60kg　A型
- 特技：スキューバーダイビング、テニス
- 担当：サブボーカル
- トークがうまく、面白いためTV番組出演が多い。
- 目、鼻、おでこの整形手術を受けたことをTV番組にて笑顔でカミングアウトした。
- 「アイドルにとって顔はサービスだ」と言って、整形についてかなり前向きにとらえている。事務所の社長はこのカミングアウトについて「グァンヒはかなり楽天的で明るい性格なので、このカミングアウトがマイナスになるとは考えていない」とコメントを寄せている。
- 人気歌謡のMCをつとめている。

イム・シワン （任時完、임시완）
- 生年月日：1988年12月1日（36歳）
- 身長：175cm 体重：51kg　B型
- 特技：バイオリン、スキー
- 担当：ボーカル
- コンサートなどでバイオリンを弾く機会が多い。
- ケビンと一緒に「雪の華」を演奏した動画をUPloadしている。
- 「太陽を抱く月」「赤道の男」「ミセン ～未生～」｢トライアングル｣などにも出演し俳優としても活躍している。

ムン・ジュンヨン（문준영）
- 生年月日：1989年2月9日（36歳）
- 身長：180cm 体重：64kg　A型
- 特技：ボウリング、サッカー
- 担当：リーダー、ボーカル
- 涙もろく、来日ライブでも感激で涙する姿が多くのファンの心に響いた。
- 初心に戻り、再出発の意味も込め名前をジュンヨンからイフに改名。

キム・テホン （김태헌）
- 生年月日：1989年6月18日（35歳）
- 身長：177cm 体重：63kg　A型
- 特技：スポーツ
- 担当：ラップ
- メンバー内で1番ファンサービスがいいと言われている。

チョン・ヒチョル （정희철）
- 生年月日：1989年12月9日（35歳）
- 身長：177cm 体重：58kg　B型
- 特技：トランペット、スカッシュ
- 担当：ラップ
- 自己紹介を日本デビュー時に「甘えん坊」から「悪い男」に変更している。現在は『雪の王子様』である。

ハ・ミンウ(ミヌ) （하민우）
- 生年月日：1990年9月6日（34歳）
- 身長：178cm 体重：54kg　B型
- 特技：ダンス
- 担当：サブボーカル
- メンバーの中でダンスが一番得意。
- 2012年には3Peace☆Loversとしてデビュー。

パク・ヒョンシク （박형식）
- 生年月日：1991年11月16日（33歳）
- 身長：185cm 体重：65kg　AB型
- 特技：フェンシング
- 担当：メインボーカル
- 甘い顔立ちから、あだ名は「プリンス」。
- 背が1番高く、食欲も1番。
- 『赤ちゃん兵士』と呼ばれている。

キム・ドンジュン （김동준）
- 生年月日：1992年2月11日（33歳）
- 身長：175cm 体重：58kg　B型
- 特技：サッカー
- 担当：サブボーカル
- アイドルの中でもずば抜けて足が速い。
- タンブリングが得意で、ライブなどでもよく宙返りなどを披露している。
- マンネ(末っ子)だが、しっかりしていて、お兄さんたちをいつも支えている。